# Mál (heraldika)
A mál egyfajta drága prémféleség, melyet a prémes állatok hasi részéből nyertek. A heraldikában az evet változata, szürke habos bunda, mely a szürke mókus prémjének hasi részét jelenti. Gyakran nem is tartják külön heraldikai prémnek, csak az evet egyik változatának. Eredetileg valószínűleg valóban erről lehetett szó, de idővel (főleg a német heraldikában) és a rokoni heraldika hatására, mint egyfajta címertörési módszer, külön prémmé fejlődött.
A mál mint szín:

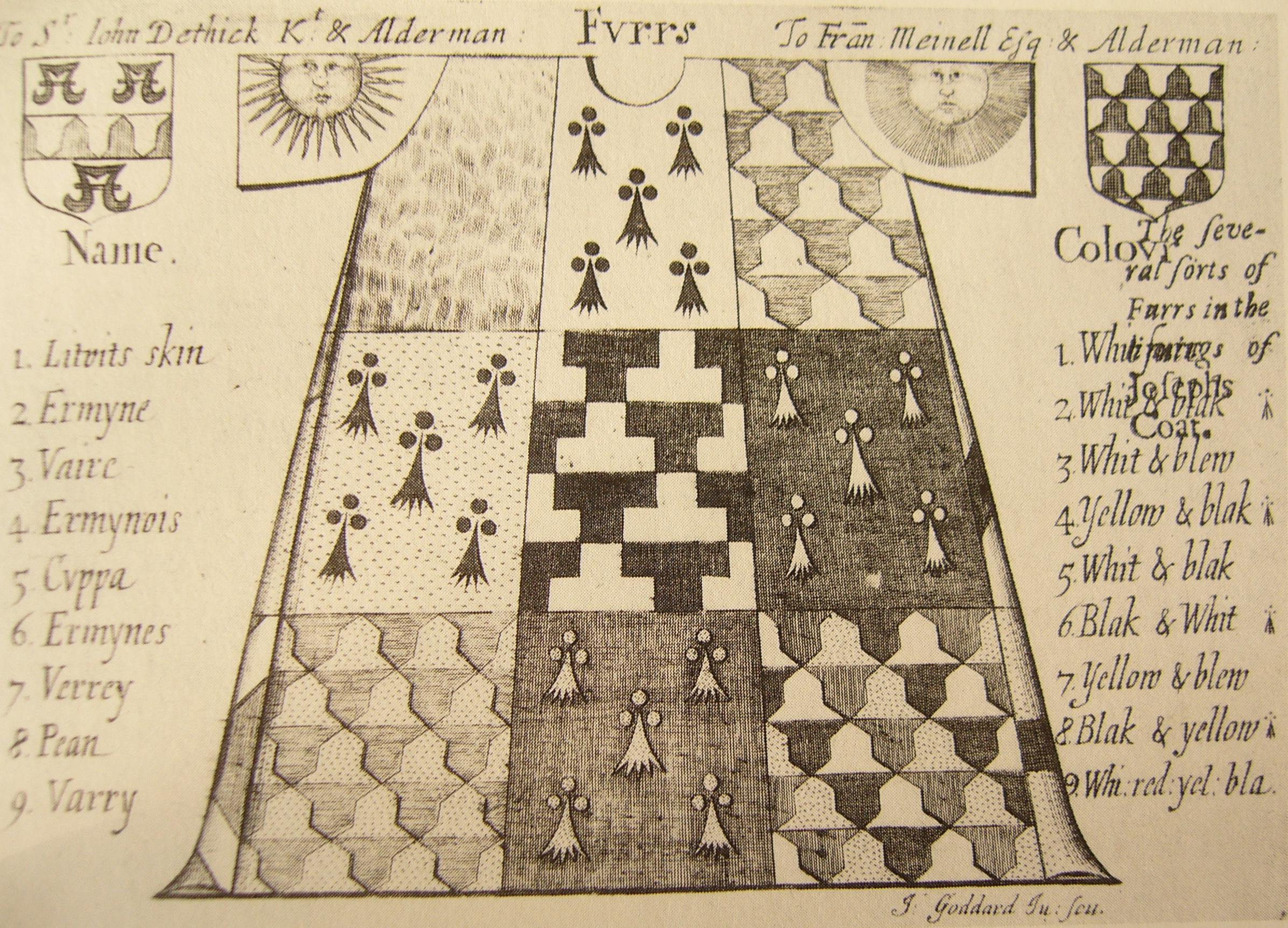
Prémekből összeállított heroldi palást Sylvanus Morgan művében (1661). Ezen a jobb felső sarokban látható Litvits skin, azaz litván prém mintázata a málnak, az elnevezés pedig John Guillim fehér prémjének felel meg. Az angol Litvits, Lytuite tehát a málnak felel meg, melyet mintázatos és tiszta fehér formában egyaránt jelöltek

habos színű: cymatilis [Calepinus szótára 1592], Habos szín: color undulatus [Nom.² 231. l.] (NySz. I. 1223. l.)

Névváltozatok: 

prém; szürke, közönséges prém (Pallas n. lex.: prém), szürkemál (Bárczay 56.)

de: Kürsch, Fehwammen, Grauwerk, Veh, fr: fourrures, pannes, cs: přirozená kožešina, popeletčina, en: white fur, vair bellies, papellone, scaley, la: pellesvariae, diphterae  

Rövidítések

## A szó etimológiája
A mál valószínűleg a mell mélyhangú változata, ami arra utal, hogy a mált a prémes állatok hasi részéből nyerték.
- A mal vagy mál a hegyoldal-hegyláb régies elnevezése is a Kárpát-medencében (például: Mál, Rézmál, Zöldmál (Budapest), Hangyásmál (Kaposvár)).

## A mál a viseletben
A mál a ritka és drága prémek közé tartozott. Ezért csak a főurak viselték, mégpedig ünnepi öltözékükön. Egyes országokban a drága prémeket csak az arisztokráciának volt joga hordani és rangjelölő szerepe is volt. Németországban (Angliában, Franciaországban stb.) a prémeket (de: Feh) a középkorban csak a nemesség és a főhivatalnokok viselhették.
Akkoriban különbséget tettek a vörösprémek (de: Rotwerk), azaz a nyári vagy a vörösesbarna hátrészű prémek, valamint a szürkeprémek és a feketeprémek (de: Grauwerk und Schwarzwerk), azaz a sötétszürke hátrészű prémek között. Ha a háti és hasi részt egymással kombinálták, ez volt a tarkaprém (de: Buntwerk). Önmagában a háti részt szürkeprémnek (de: Kürsch, Grauwerk, Kleingrau, Kleinspalt) hívták. Ha a mál (de: Fehwammen = hasi prém) közepére a füleket is elhelyezték, ezt szépprémnek (de: Schönwerk) nevezték. Ez a hermelinmálhoz lehetett hasonló. (Lásd alább.) ha csak prémet (de: Werk) említettek, azon mindig mókusprémet (Eichhörnchen bzw. Feh = evet) értettek. A hamisított prém (de: Feh) főleg fehér vagy kékes színű hermelinből készült. A tarkaprém (de: Buntwerk) ábrázolása (ennek változata a tarkaevet, de: Buntfeh), mely a coboly (de Zobel) és a hermelin mellett a középkorban a legértékesebb prémek közé tartozott, a szűcsök (de:Kürschner) címereiben a leggyakrabban használt jelképek közé tartozott. (Ez látható a fenti képen a szűcs céh tábláján is.)

Bregenz címerének egyes ábrázolásain jól megfigyelhetők a különféle mál-, illetve szürke prémfajták

Báró Apor Péter is gyakran említi a különféle málakat (avagy a róka- és hiúztorkot) az erdélyi arisztokrácia életmódjáról szóló ismert művében. Így például 1702-ben gróf Bánffy György, erdélyi kormányzó hiúzmállal bélelt dolmányt viselt leánya, gr. Bánffy Anna és gr. borosjenői Székely Ádám gyalui lakodalmában.

## A mál a heraldikában

Különféle heraldikai mál-ábrázolások
A heraldikában a prémek közé tartozó borítás (szín). Eredetileg valószínűleg címertörésként jelent meg a rokoni heraldika hatására, mint az evet változata. Idővel azonban külön prémmé fejlődött, de csak ritkán használták. Pikkelyszerűen, félkör alakú, cafatos vonalakkal ábrázolják. Néha az egyes félköríveket mókusfarkakra emlékeztető vonal szegélyezi. Bregenz címere ritka példája a mál és a (természetes) hermelin kizárólagos előfordulásának egy pajzson. (Lásd fent.)

Bregenz címerének egyes ábrázolásain jól megfigyelhetők a különféle mál-, illetve szürke prémfajták
A mál valószínűleg legkorábbi előfordulása Otton de la Roche (sur-Ognon) [megh. 1225], Athén ura, majd hercege [1205-1225], Ray (Burgundia) ura címerében
Ugyanaz a címer mál helyett hermelinnel, unokaöccsei Guy [1205-1263] és Guillaume de la Roche [megh. 1287], Athén hercegeinek címerében, ahol a mál a címertörés hatására hermelinre változott
Egy másik címertörési változat: Az udinei Soldonieri család málas pajzsot viselt (Plumeté [azaz pillangópikkely] au natural [sic])
A firenzei Soldonieri család arany-kék sakkozott keretben ezüst-fekete evetezett címert viselt

Változata a hermelinmál (de: Hermelinkürsch), mely tulajdonképpen a mál és a hermelin (természetes hermelin, de: Vehem) kombinációja, amikor a mál félköríveinek szabad felületét hermelinfarok-végekkel egészítik ki.

hermelinmál-változat
Néha a mált az evethez hasonló barna mintával is ábrázolják
És ehhez hasonlóan ábrázolják a hermelinmált is